# Graeme Souness
Graeme James Souness, né le 6 mai 1953  à Édimbourg (Écosse), est un footballeur international écossais, devenu entraineur. 
En tant que milieu de terrain, il a notamment joué pour Liverpool avec lequel il remporte trois Ligues des champions et cinq fois le Championnat d'Angleterre de football. Entraineur-joueur des Glasgow Rangers de 1986 à 1991, il entame par la suite une riche carrière d'entraineur. Il fait partie du Rangers FC Hall of Fame et du Scottish Football Hall of Fame, intronisé lors de son inauguration en 2004. Il fait aussi partie du Tableau d'honneur de l'équipe d'Écosse de football, où figurent les internationaux ayant reçu plus de 50 sélections pour l'Écosse, étant inclus dès la création de ce tableau d'honneur en février 1988.

## Biographie.
Souness remporte pratiquement tous ses titres avec Liverpool. Il dispute 358 matches avec cette équipe et marque 56 buts.
Souness reçoit 54 sélections en équipe d'Écosse. Il participe à la Coupe du monde 1978 puis à la Coupe du monde 1982.

## Carrière

### Joueur
| Saison    | Club                             | Championnat |
| --------- | -------------------------------- | ----------- |
| 1970-1972 | Tottenham Hotspur                | Angleterre  |
| 1972      | Olympique de Montréal (prêt)     | Canada      |
| 1972-1978 | Middlesbrough                    | Angleterre  |
| 1978      | West Adelaide Soccer Club (prêt) | Australie   |
| 1978-1984 | Liverpool                        | Angleterre  |
| 1984-1986 | Sampdoria                        | Italie      |
| 1986-1991 | Glasgow Rangers                  | Écosse      |

### Entraîneur
| Saison                     | Club             | Pays       |
| -------------------------- | ---------------- | ---------- |
| 1986-1991                  | Glasgow Rangers  | Écosse     |
| 1991-1994                  | Liverpool        | Angleterre |
| 1995-1996                  | Galatasaray SK   | Turquie    |
| 1996-1997                  | Southampton      | Angleterre |
| juillet 1997- octobre 1997 | Torino FC        | Italie     |
| novembre 1997-1999         | Benfica          | Portugal   |
| 2000-2004                  | Blackburn Rovers | Angleterre |
| 2004- février 2006         | Newcastle United | Angleterre |

## Palmarès joueur

### En club
- Vainqueur de la Coupe d'Europe des Clubs Champions en 1978, 1981 et 1984 avec Liverpool
- Champion d'Angleterre en 1979, 1980, 1982, 1983 et 1984 avec Liverpool
- Champion d'Écosse en 1987, 1989, 1990 et 1991 avec les Glasgow Rangers
- Vainqueur de la Coupe d'Italie en 1985 avec la Sampdoria Gênes
- Vainqueur de la Coupe de la Ligue anglaise en 1981, 1982, 1983 et 1984 avec Liverpool
- Vainqueur du Charity Shield en 1979, 1980 et 1982 avec Liverpool
- Champion d'Angleterre de Division 2 en 1974 avec Middlesbrough
- Finaliste de la Coupe d'Italie en 1986 avec la Sampdoria Gênes
- Finaliste de la Coupe d'Écosse en 1989 avec les Glasgow Rangers

### Distinction individuelle
- Meilleur buteur de la Coupe d'Europe des Clubs Champions en 1981 (6 buts)

## Palmarès entraîneur
- Champion d’Écosse en 1987, en 1989 et en 1990 avec les Glasgow Rangers
- Vainqueur de la Coupe d'Angleterre en 1992 avec Liverpool
- Vainqueur de la Coupe de Turquie en 1996 avec Galatasaray
- Vainqueur de la Coupe de la Ligue écossaise en 1987, 1988, 1989 et 1991 avec les Glasgow Rangers
- Vainqueur de la Coupe de la Ligue anglaise en 2002 avec les Blackburn Rovers